# Fochnitz
Fochnitz ist eine Ortschaft und eine Katastralgemeinde der Gemeinde Stanz im Mürztal im Bezirk Bruck-Mürzzuschlag in Steiermark.
Die Ortschaft zählt  etwa 25 Einwohner (Stand Jänner 2025). Auf Gemeindeebene ist Fochnitz eine der Katastralgemeinden neben Brandstattgraben, Dickenbach, Hollersbach, Possegg und Stanz.